# 劉世功
劉世功（英語：John Liu Shi-gong，1928年8月18日—2017年6月9日，聖名：若望），是天主教中國籍主教，獲得中國政府承認。曾擔任集寧教區第二任正權主教。

## 生平
劉世功出生於1928年8月18日的中華民國綏遠省烏蘭察布市四子王旗烏蘭淖。他十四歲進入二十四頃地修院讀書，1948年在巴彥淖爾盟三盛公修院就讀，翌年再進入呼和浩特哲學院。
1949年10月1日，中國共產黨在大陸成立中華人民共和國，並開始迫害宗教。修院因被打壓而被迫解散，劉世功只好中斷其修道生活，直至1952年重返呼市修院學習。
1956年8月15日晉鐸後，在四子王旗古營子堂區服務。隨後宗教活動被禁止，他只好在當地耕種為生。文化大革命期間，他亦曾有一段時間被強迫勞改。改革開放後，宗教活動獲得恢復，他於1984年再次擔任古營子的本堂神父。
1989年，當選成為集寧教區下一任主教的候選人。1995年10月12日，劉世功獲時任教宗若望保祿二世任命為集寧教區第二任正權主教，並由寧夏教區主教劉靜山祝聖晉牧。
2017年5月，劉世功證實得肝癌。約一個月後，於2017年6月9日晚上8時30分，在中國集寧去世。